# Distrito de Środa Wielkopolska
Środa Wielkopolska (polaco: powiat średzki) es un distrito (powiat) del voivodato de Gran Polonia (Polonia). Fue constituido el 1 de enero de 1999 como resultado de la reforma del gobierno local de Polonia aprobada el año anterior. Limita con otros cuatro distritos de Gran Polonia: al noroeste con Poznań, al este con Września, al sudeste con Jarocin y al suroeste con Śrem; y está dividido en cinco municipios (gmina): uno urbano-rural (Środa Wielkopolska) y cuatro rurales (Dominowo, Krzykosy, Nowe Miasto nad Wartą y Zaniemyśl). En 2011, según el Oficina Central de Estadística polaca, el distrito tenía una superficie de 623,87 km² y una población de 55 794 habitantes.